# 二丁基三氟甲磺酸硼
二丁基三氟甲磺酸硼（英語：dibutylboron triflate，故简称DBBT）是有机化学裏的试剂，化学式为C9H18BF3O3S。它用于不对称合成，例如羟醛反应中硼烯醇化物的形成。